# Diogenidae
Diogenidae é uma família de caranguejos-eremita (Paguroidea) caracterizados pelo alargamento da quela (pinça) esquerda, criando uma estrutura assimétrica contrária à generalidade das restantes famílias destes caranguejos em que o alargamento ocorre no lado direito. A família inclui pelo menos 429 espécies extantes, e 46 espécies extintas conhecidas apenas do registo fóssil, o que torna a segunda maior família de caranguejos marinhos Anomura, apenas ultrapassada em diversidade pelos Paguridae.

## Géneros
A família Diogenidae inclui os seguintes géneros:
- Allodardanus Haig & Provenzano, 1965
- Aniculus Dana, 1852
- Areopaguristes Rahayu & McLaughlin, 2010
- Annuntidiogenes † Fraaije, Van Bakel, Jagt & Artal, 2008
- Bathynarius Forest, 1989
- Calcinus Dana, 1851
- Cancellus H. Milne-Edwards, 1836
- Ciliopagurus Forest, 1995
- Clibanarius Dana, 1852
- Dardanus Paul’son, 1875
- Diogenes Dana, 1851
- Eocalcinus † Vía, 1959
- Isocheles Stimpson, 1858
- Loxopagurus Forest, 1964
- Paguristes Dana, 1851
- Paguropsis Henderson, 1888
- Parapaguristes † Bishop, 1986
- Petrochirus Stimpson, 1858
- Pseudopaguristes McLaughlin, 2002
- Pseudopagurus Forest, 1952
- Stratiotes Thomson, 1899 – ver Areopaguristes
- Striadiogenes † Garassino, De Angeli & Pasini, 2009
- Strigopagurus Forest, 1995
- Tisea Morgan & Forest, 1991
- Trizopagurus Forest, 1952

## Galeria

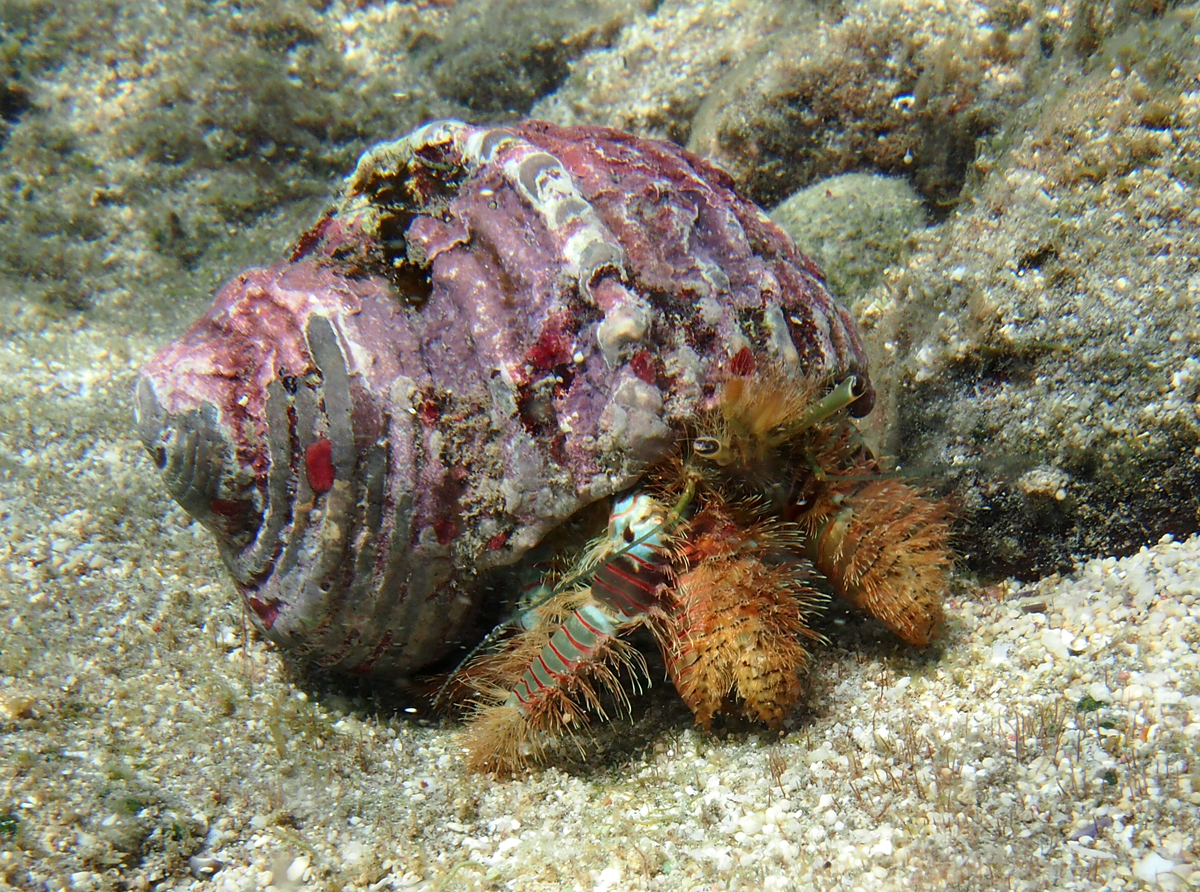
Aniculus ursus
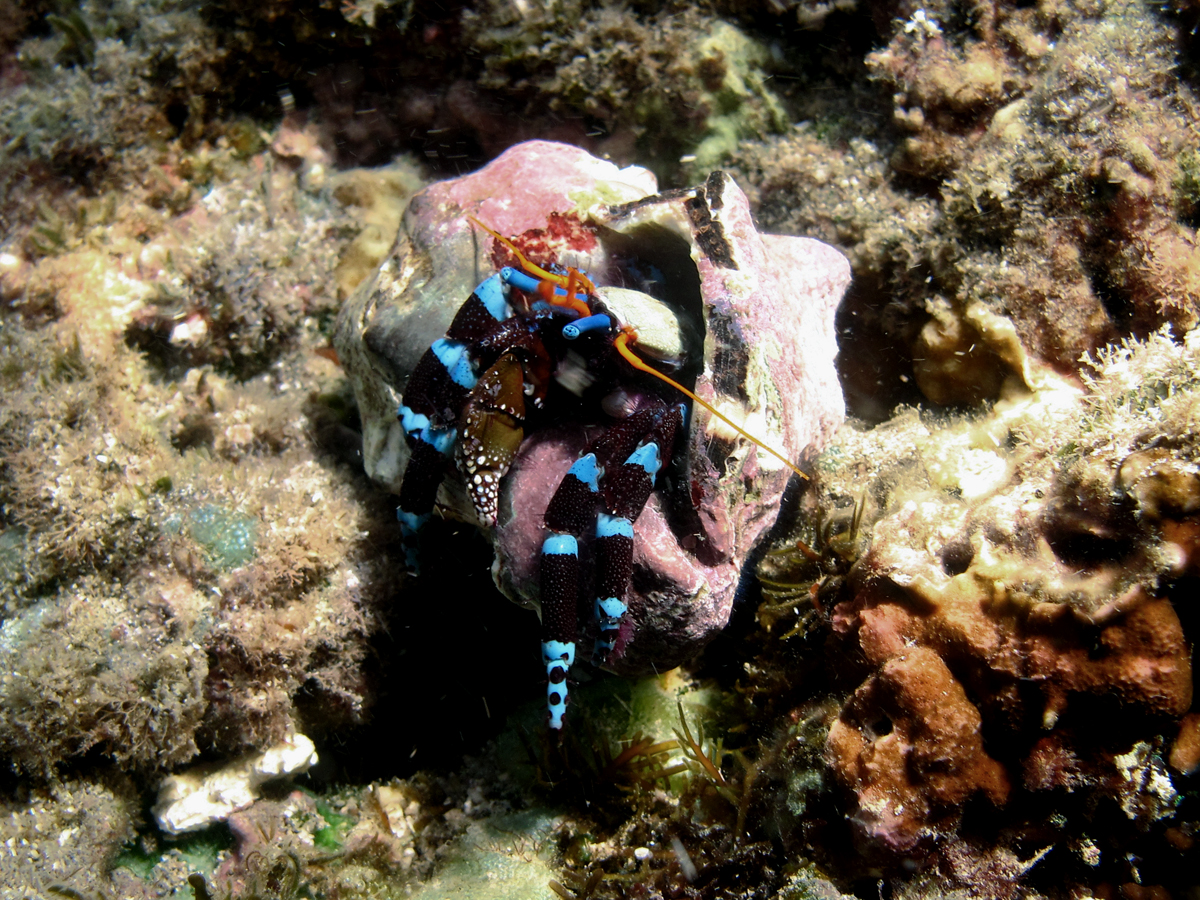
Calcinus elegans
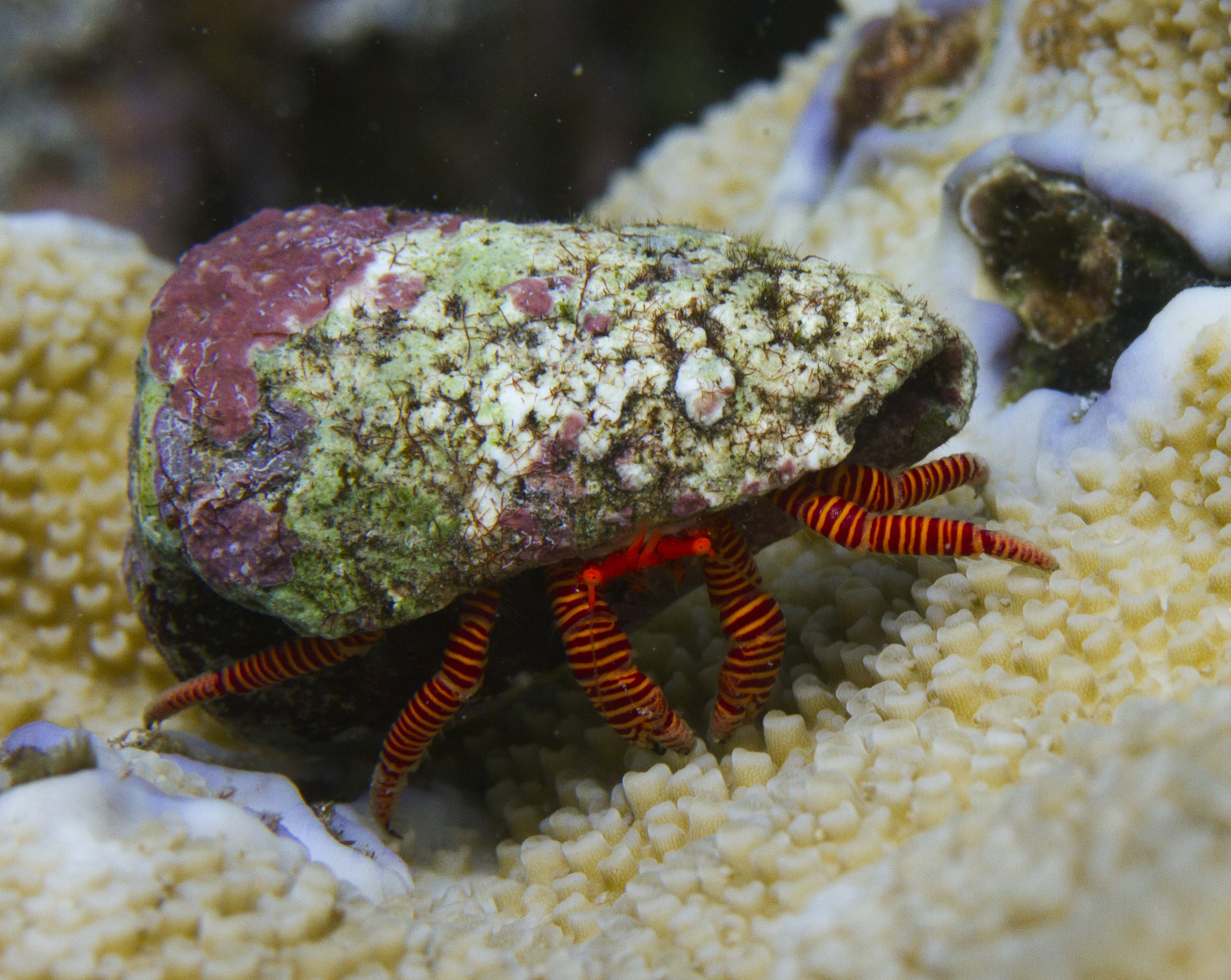
Ciliopagurus strigatus
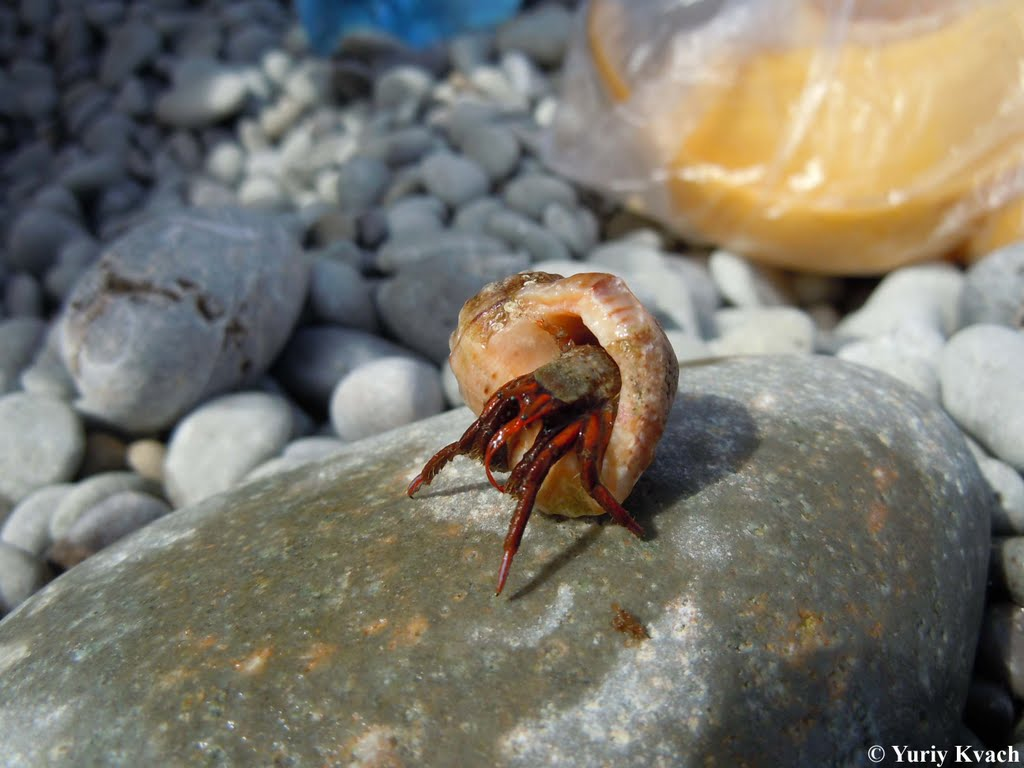
Clibanarius erythropus
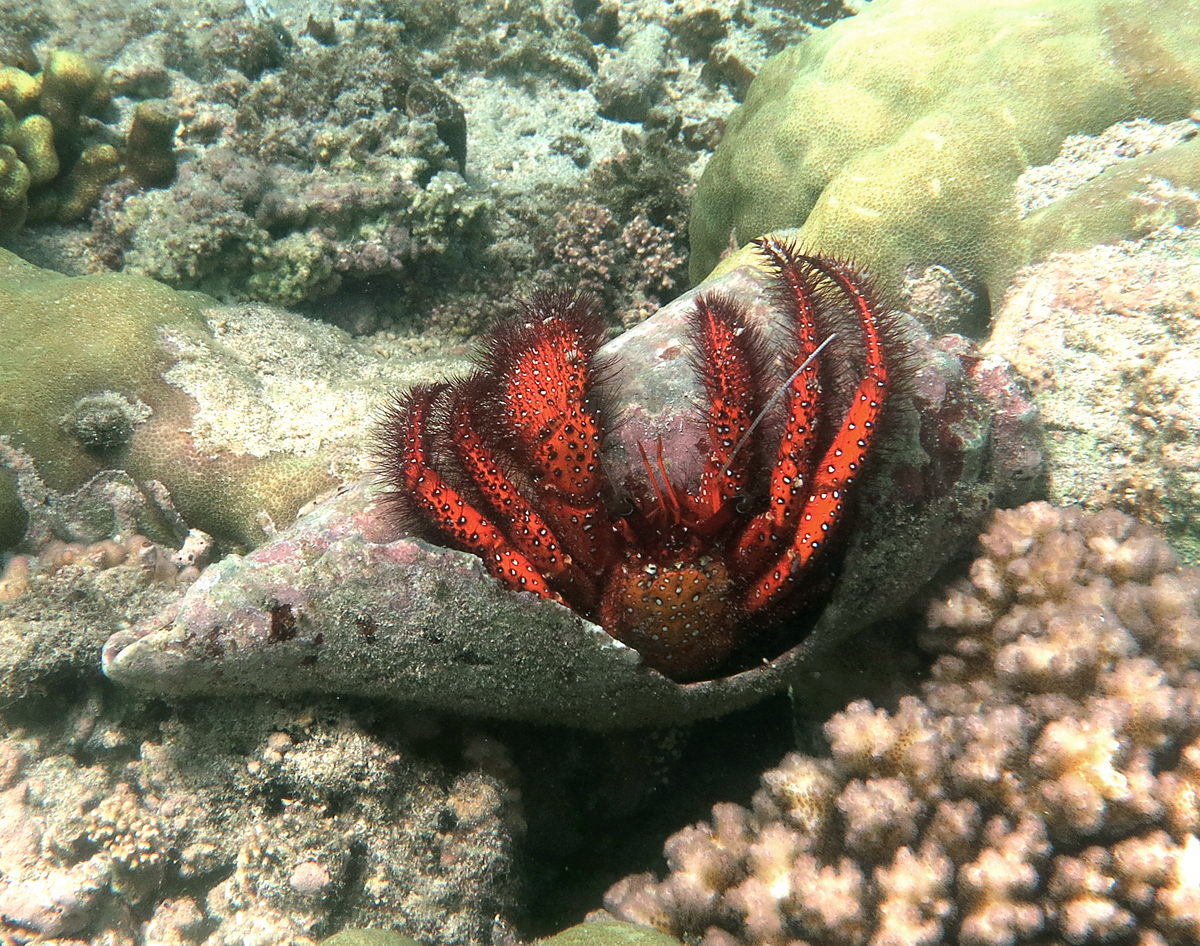
Dardanus megistos
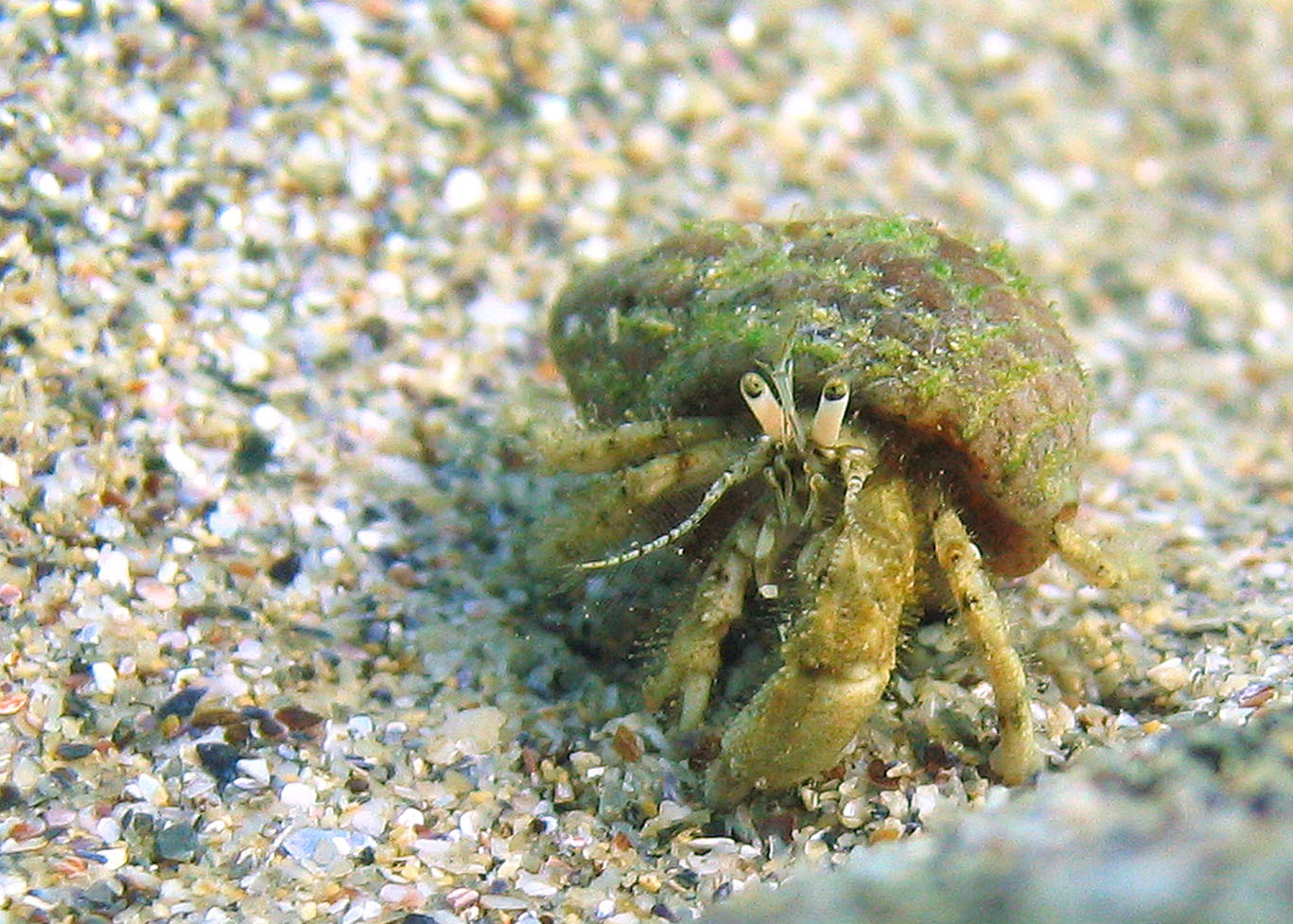
Diogenes pugilator
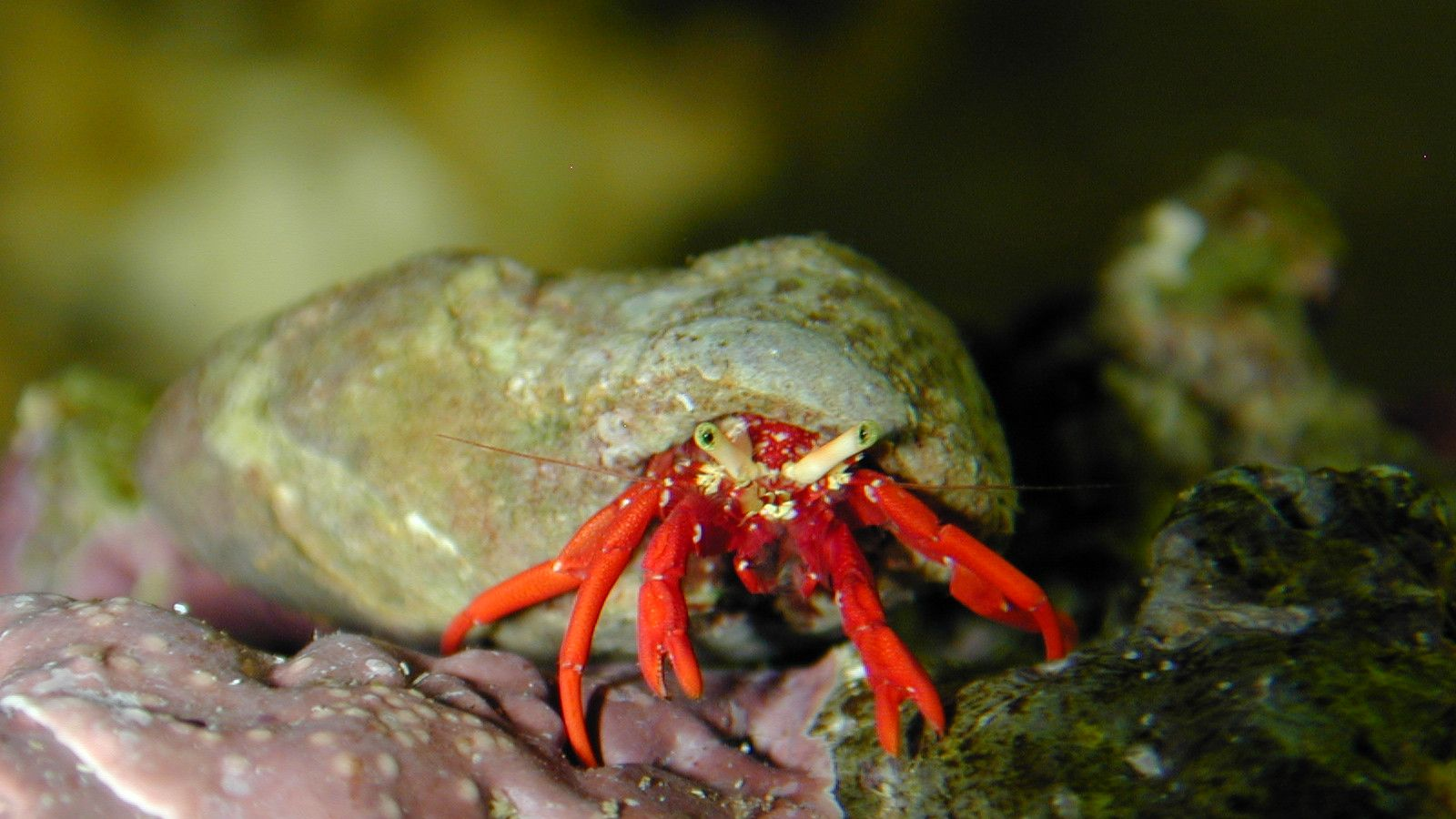
Paguristes cadenati
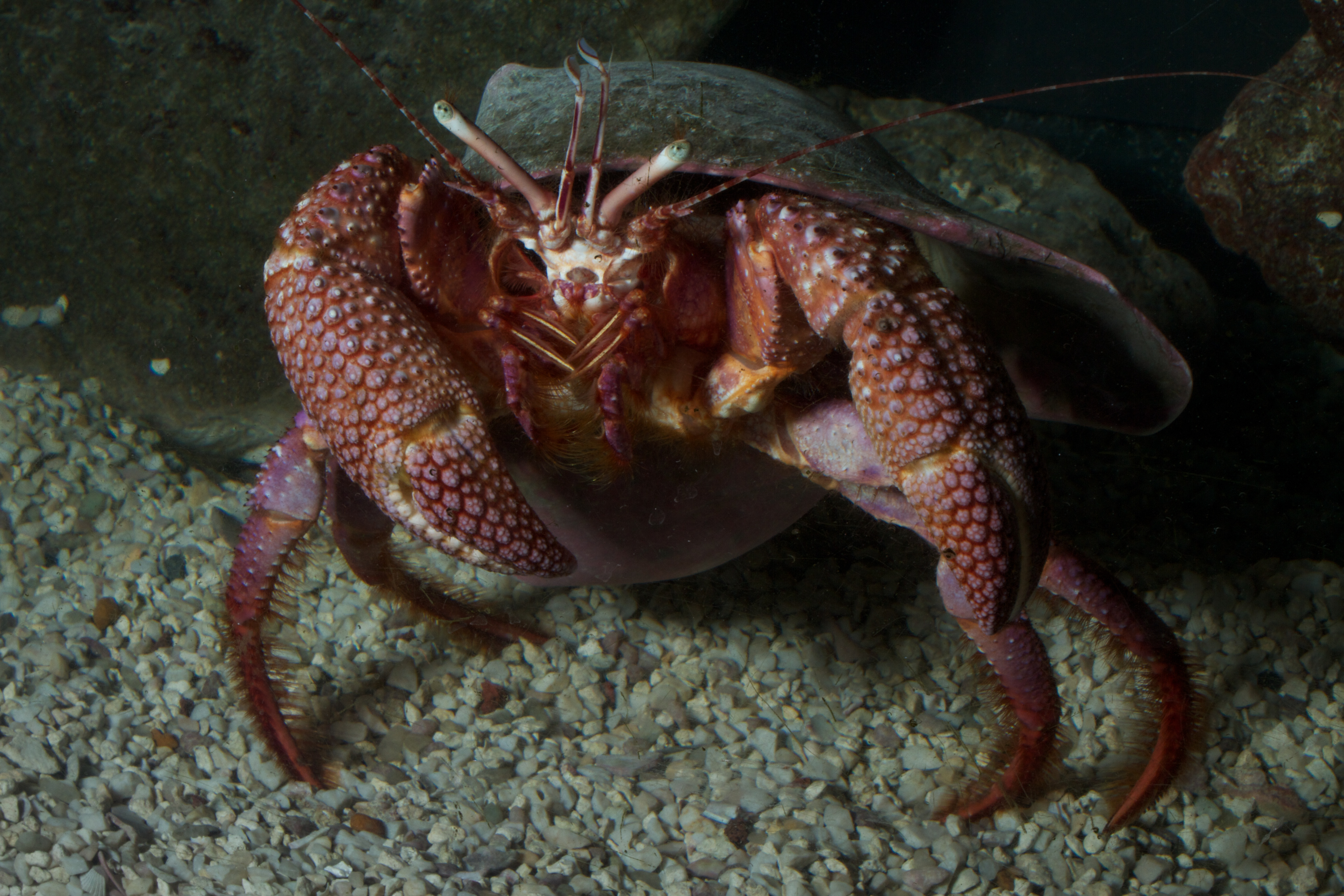
Petrochirus diogenes
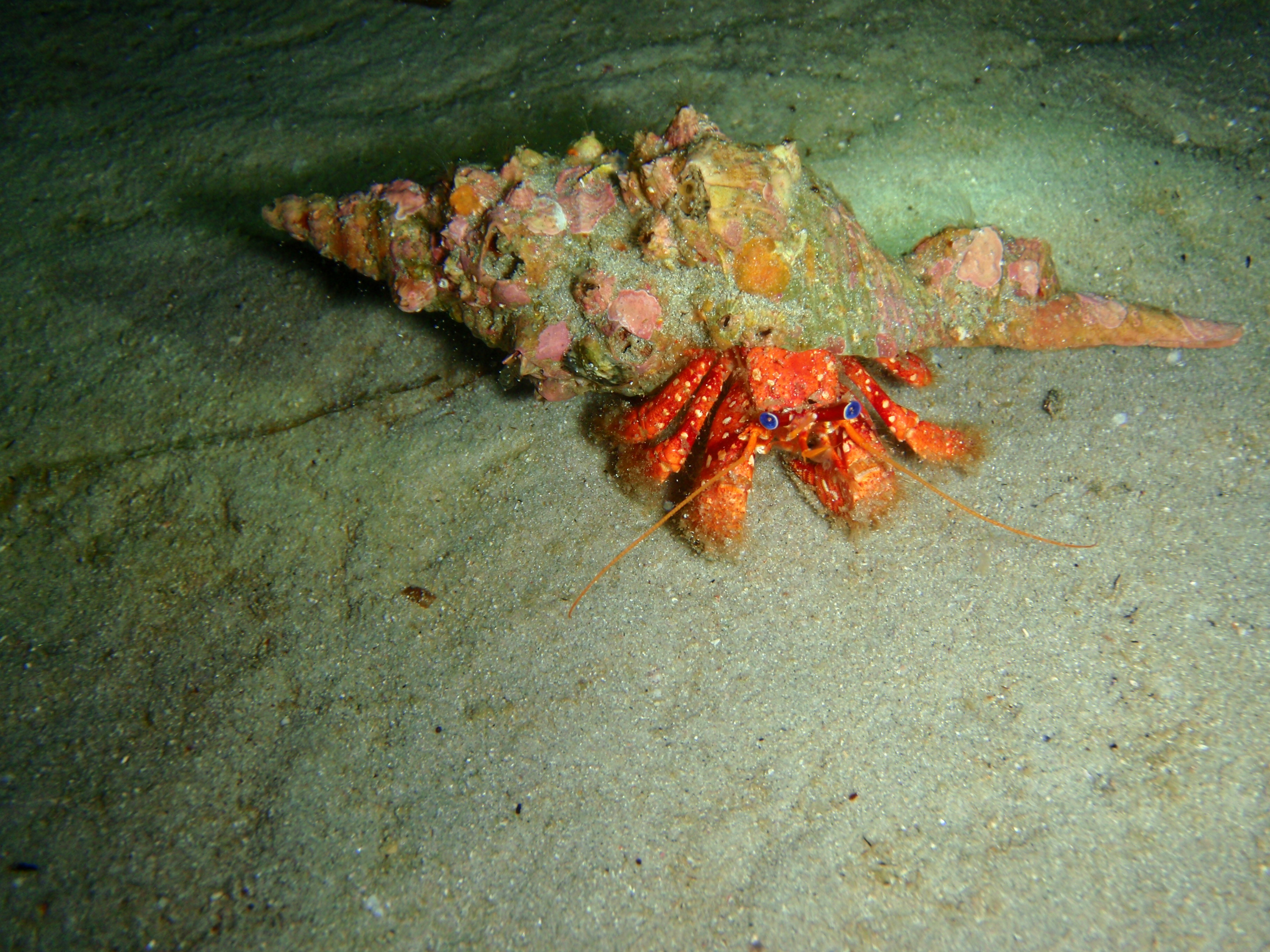
Strigopagurus strigimanus